# Bernis
Bernis – miejscowość i gmina we Francji, w regionie Oksytania, w departamencie Gard.
Według danych na rok 1990 gminę zamieszkiwały 2502 osoby, a gęstość zaludnienia wynosiła 195 osób/km² (wśród 1545 gmin Langwedocji-Roussillon Bernis plasuje się na 152. miejscu pod względem liczby ludności, natomiast pod względem powierzchni na miejscu 614.).